# レオ・スミット (オランダの作曲家)

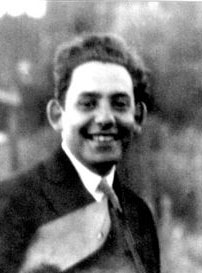
レオ・スミット

レオ・スミットは、オランダの作曲家であり、ホロコースト犠牲者である。彼の作品はフランス音楽の影響を受けつつも、彼自身の個性を反映したものであった。

## 生涯
レオ・スミットは1900年5月14日にアムステルダムでポルトガル系ユダヤ人の家系に生まれた。アムステルダム音楽院でセム・ドレスデンに作曲を学び、ウルフェルト・シュルツにピアノを師事した。
1927年、スミットはパリへ移り、モーリス・ラヴェルやイーゴリ・ストラヴィンスキーから大きな影響を受けた。また、ダリウス・ミヨー、アルテュール・オネゲル、フランシス・プーランクを含む「フランス6人組」の作曲家たちとも交流を深めた。約10年間パリで活動した後、1936年末にブリュッセルに移り、1937年11月には家族の事情によりアムステルダムに戻った。
1943年2月12日、スミットは最後の作品であるフルートとピアノのためのソナタを完成させた。しかし同年4月27日、彼はナチス・ドイツによってソビボル強制収容所に送られ、その3日後の4月30日に42歳で殺害された。

## 没後の評価
スミットの作品は、その死後長らく忘れ去られた存在であった。しかし、1980年代後半から彼の作品が再び定期的に演奏されるようになり、再評価の機運が高まった。1995年にはユダヤ歴史博物館との協力で彼の作品のコンサートが成功裏に開催され、翌1996年にはレオ・スミット財団が設立され、その音楽の普及に努めている。

## 主要作品
スミットの代表的な作品には以下のものがある。
- ハープとオーケストラのためのコンチェルティーノ（1933年）
- 交響曲（1936年）
- チェロとオーケストラのためのコンチェルティーノ（1937年）
- オーボエとチェロのための組曲（1938年）
- 弦楽四重奏曲（1939年-1940年）
- ヴィオラ協奏曲（1940年）
- フルートとピアノのためのソナタ（1943年）